# جو لیوسلی
جو لیوسلی (انگلیسی: Joe Lievesley; ۲۵ ژوئیهٔ ۱۸۸۳ – ۱۳ اکتبر ۱۹۴۱) بازیکن فوتبال اهل بریتانیا بود.
از باشگاه‌هایی که در آن بازی کرده‌است می‌توان به باشگاه فوتبال آرسنال، باشگاه فوتبال شفیلد یونایتد، و باشگاه فوتبال چسترفیلد اشاره کرد.